# Đảo Nam (New Zealand)

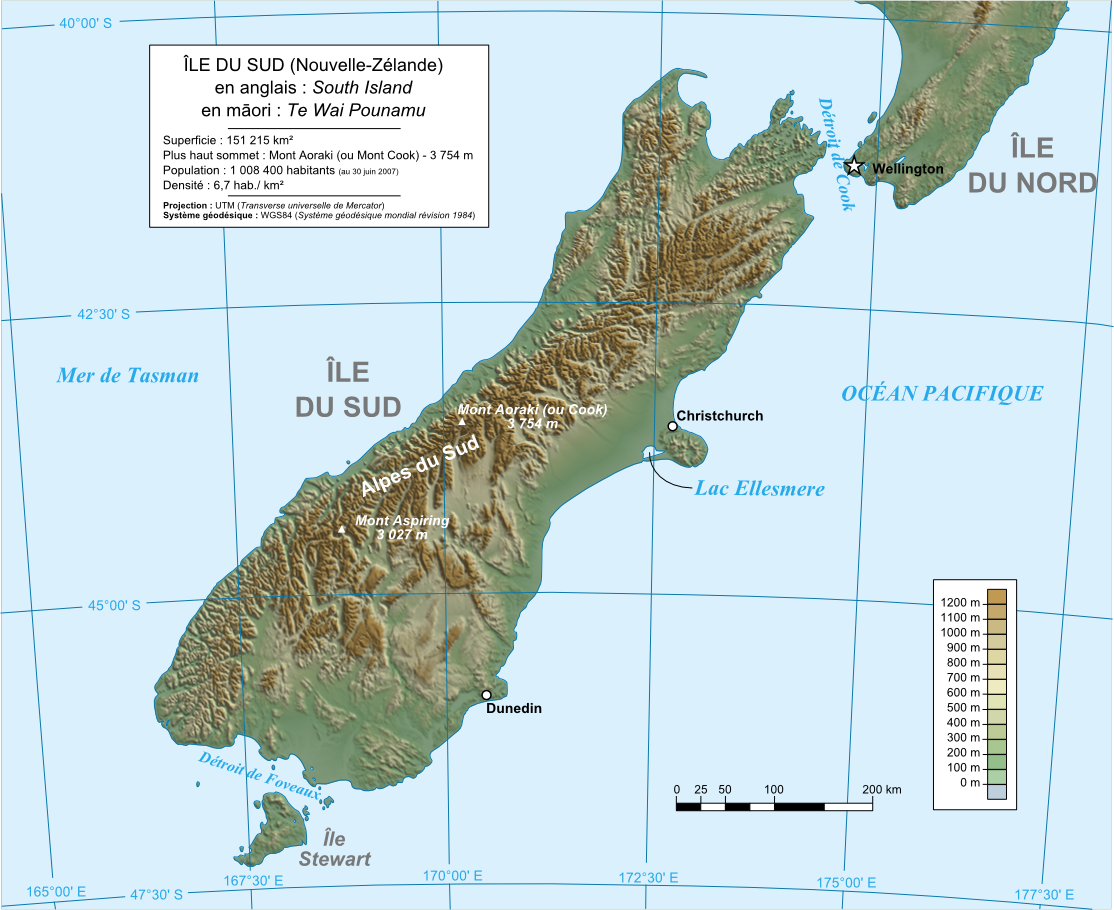
Bản đồ hình thể đảo Nam (New Zealand

Đảo Nam là đảo lớn nhất của New Zealand, nhưng ít dân hơn đảo Bắc. Tên đảo theo tiếng Māori là Te Wai Pounamu, nghĩa là "vùng nước đá xanh", do khoáng chất nephrite (ngọc bích) mà họ tìm thấy ở đây. Đảo cũng còn có tên khác là Te Waka a Māui (xuồng của vị á thần "Māui").
Người dân trên đảo thường gọi đảo là "Đất liền". Ngày nay, từ này chỉ được dùng theo cách hài hước. Dù đất rộng hơn đảo Bắc, nhưng dân số trên đảo chỉ bằng 1/3 số dân trên đảo Bắc. Tuy nhiên vào giai đoạn đầu khi người châu Âu tới đây định cư (Pākehā), đảo Nam vượt trội hơn với đa số dân châu Âu và thịnh vương hơn nhờ việc đổ xô đi tìm vàng ở đây. Đầu thế kỷ 20, dân số đảo Bắc vượt qua đảo Nam với tổng số 56% dân New Zealand sống tại đảo Bắc năm 1911.
Trong thần thoại của người Māori, đảo Nam tồn tại trước và vốn là chiếc xuồng của á thần Maui, trong khi đảo Bắc vốn là con cá lớn mà á thần Maui bắt được.

## Dân số
So với số dân đông, tương đối đa sắc tộc ở đảo Bắc, số dân ở đảo Nam ít hơn, tương đối đồng nhất, gồm 1.017.300 người (ước tính tháng 6/2008). Trong cuộc điều tra dân số năm 2001, trên 91% người trên đảo khai rằng họ có nguồn gốc sắc tộc châu Âu, so với tỷ lệ 80,1% của toàn New Zealand .

## Địa lý

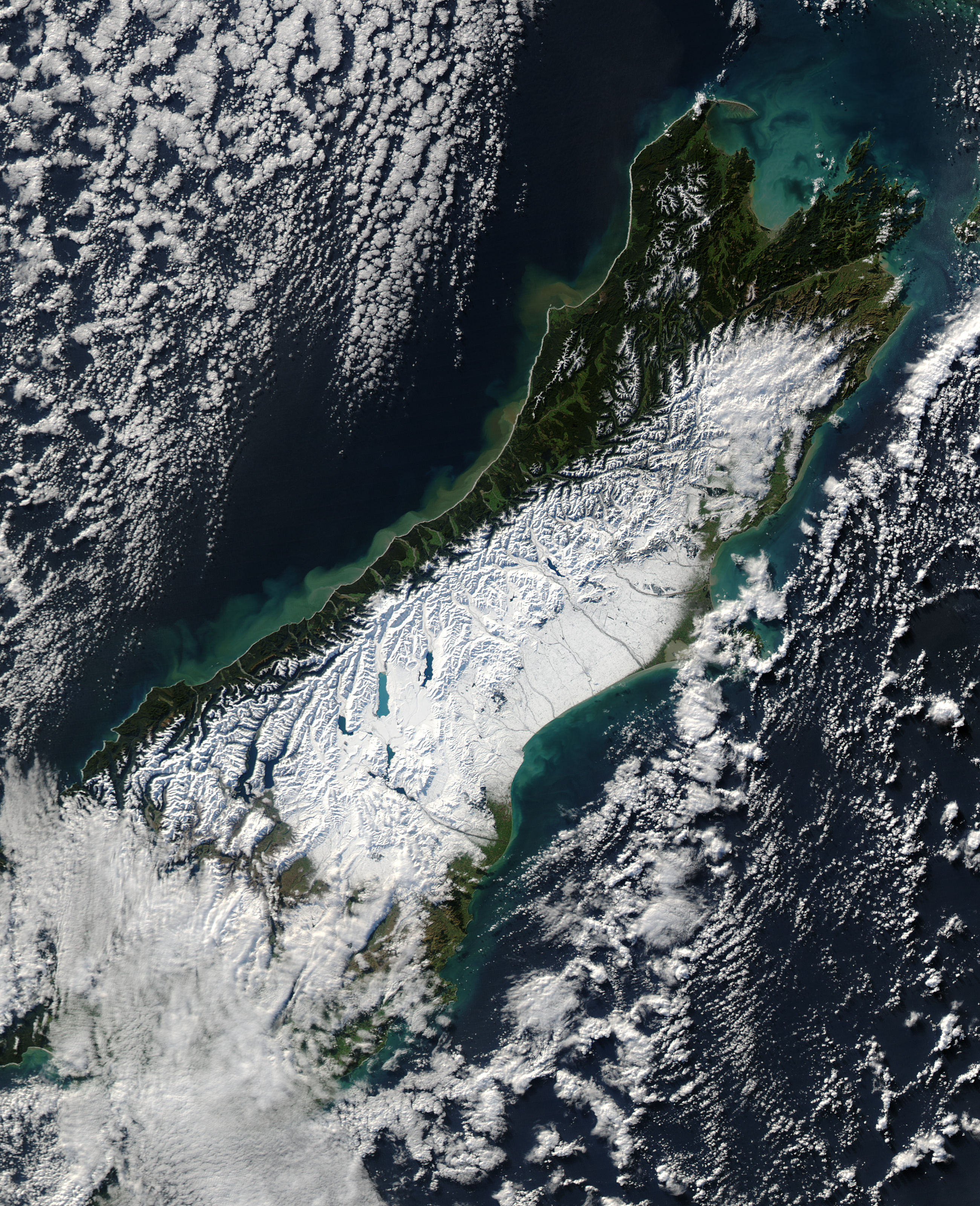
Hình đảo Nam với màu thật, sau trận bão mùa đông mạnh quét qua New Zealand ngày 12.6.2006.

Đảo Nam có diện tích 151.215 km² (58.093 dặm vuông) là đảo lớn nhất của New Zealand, và là đảo lớn thứ 12 trên thế giới. Đảo chia cắt dọc theo chiều dài bởi dãy núi Alpes Nam, trong đó ngọn cao nhất - ngọn Aoraki/Mount Cook - cao 3.754 m (12.316 ft). Có tất cả 18 ngọn núi cao trên 3.000 m (9.800 ft). Phía đông của đảo là khu đồng bằng Canterbury, còn bờ phía tây nổi tiếng về bờ biển gồ ghề, với nhiều rừng cây và các sông băng Fox, sông băng Franz Josef.

## Các vùng hành chính
- Nelson
- Otago
- Canterbury
- Marlborough
- West Coast
- Southland

## Các thành phố

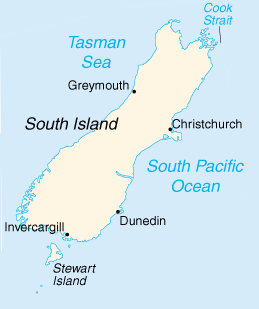
Bản đồ đảo

- Akaroa
- Alexandra
- Ashburton
- Blenheim
- Christchurch
- Dunedin
- Invercargill
- Greymouth
- Hokitika
- Kaikoura
- Mosgiel
- Methven
- Murchison
- Nelson
- Oamaru
- Omarama
- Picton
- Queenstown
- Te Anau
- Timaru
- Waikouaiti
- Waimate
- Wanaka
- Westport

## Kinh tế
Kinh tế chính của đảo là công nghiệp, nông nghiệp, khai thác mỏ, xây dựng, điện lực. GDP năm 2003 của đảo được ước tính là 27,8 tỷ US dollars .

## Du lịch

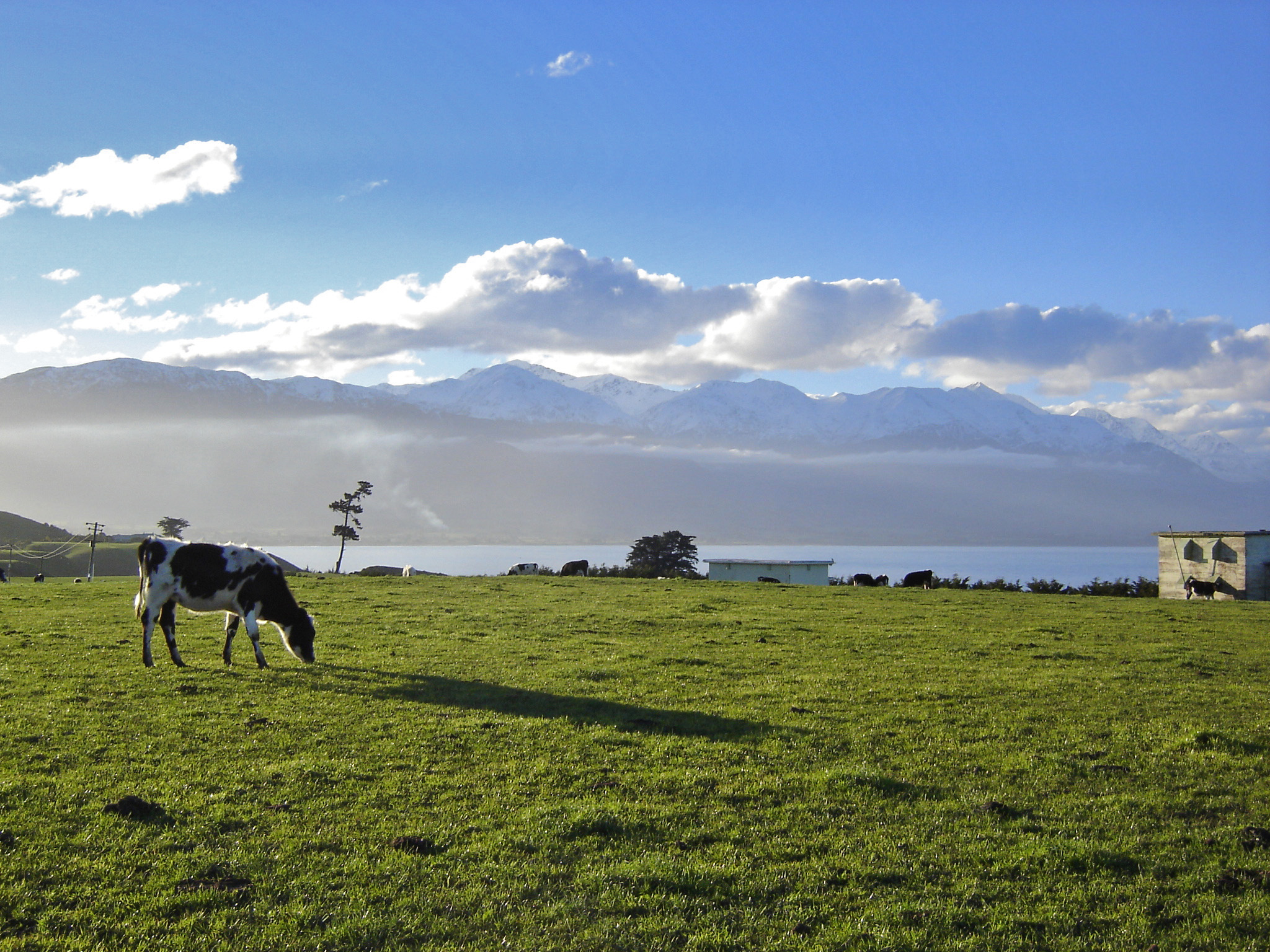
Cao nguyên Kaikoura

Các điểm du lịch chính của đảo là: 
- Nelson và Tasman District
- Marlborough
- West Coast
- Kaikoura
- Hanmer Springs
- Christchurch và Canterbury
- Dunedin

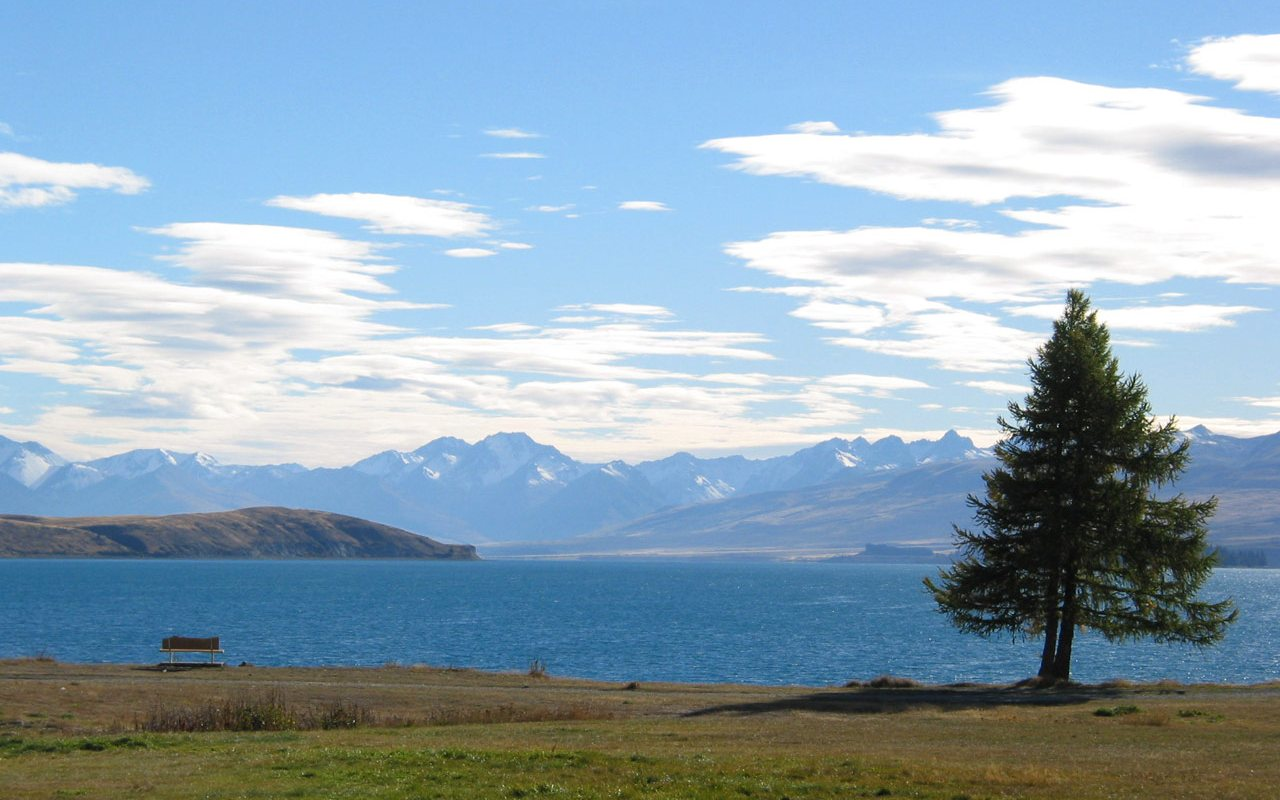
Hồ Tekapo

- Southland Region và Stewart Island/Rakiura
- Queenstown, Wanaka và Central Otago
- Fiordland

### Các nơi nghỉ và trượt tuyết

##### Nelson Lakes
- Rainbow
- Mount Robert

##### Canterbury
- Fox Peak (club skifield)
- Hanmer Springs Ski Area (club skifield)
- Mount Lyford
- Mount Potts (heliskiing and snowcatting only)
- Mount Hutt
- Mount Dobson
- Ohau
- Porter Heights
- Tasman Glacier (Heliski)
- Temple Basin (club skifield)
- Craigieburn Range
  - Broken River (club skifield)
  - Craigieburn Valley (club skifield)
  - Mount Cheeseman (club skifield)
  - Mount Olympus (club skifield)

##### Otago
- Coronet Peak
- Invincible Snowfields (helicopter access only)
- The Remarkables
- Round Hill
- Around Wanaka
  - Cardrona Alpine Resort
  - Treble Cone
  - Snow Park
  - Snow Farm (cross-country skiing only)

## Các cảng
- Các cảng Container: Lyttelton (Christchurch), Port Chalmers (Dunedin)
- Các cảng khác: Nelson, Picton, Westport, Greymouth, Timaru, Bluff, Akaroa, Otago Harbour, Half Moon Bay (Stewart Island/Rakiura), Milford Sound.
- Cảng vùng nước ngọt: Queenstown và Kingston (Lake Wakatipu), Te Anau và Manapouri (Lake Manapouri)

## Các sân bay
| Vị trí                 | ICAO | IATA | Tên sân bay                                        |
| ---------------------- | ---- | ---- | -------------------------------------------------- |
| Alexandra              | NZLX | ALR  | Alexandra Aerodrome                                |
| Ashburton              | NZAS | ASG  | Ashburton Aerodrome                                |
| Balclutha              | NZBA |      | Balclutha Aerodrome                                |
| Blenheim               | NZWB | BHE  | Blenheim Airport (Woodbourne)                      |
| Chatham Islands        | NZCI | CHT  | Chatham Islands / Tuuta Airport                    |
| Christchurch           | NZCH | CHC  | Christchurch International Airport (long-distance) |
| Cromwell               | NZCS |      | Cromwell Racecourse Aerodrome                      |
| Dunedin                | NZDN | DUD  | Dunedin International Airport (limited)            |
| Gore                   | NZGC |      | Gore Aerodrome                                     |
| Greymouth              | NZGM | GMN  | Greymouth Airport                                  |
| Haast                  | NZHT |      | Haast Aerodrome                                    |
| Hokitika               | NZHK | HKK  | Hokitika Airport                                   |
| Invercargill           | NZNV | IVC  | Invercargill Airport                               |
| Kaikoura               | NZKI | KBZ  | Kaikoura Aerodrome                                 |
| Lake Pukaki            | NZGT | GTN  | Glentanner Aerodrome                               |
| Milford Sound          | NZMF | MFN  | Milford Sound Airport                              |
| Mount Cook             | NZMC | MON  | Mount Cook Aerodrome                               |
| Motueka                | NZMK | MZP  | Motueka Aerodrome                                  |
| Nelson                 | NZNS | NSN  | Nelson Airport                                     |
| Oamaru                 | NZOU | OAM  | Oamaru Aerodrome                                   |
| Picton                 | NZPN | PCN  | Picton Aerodrome                                   |
| Queenstown             | NZQN | ZQN  | Queenstown Airport (limited)                       |
| Rangiora               | NZFF |      | Forest Field Aerodrome                             |
| Stewart Island/Rakiura | NZRC | SZS  | Ryans Creek Aerodrome                              |
| Takaka                 | NZTK | KTF  | Takaka Aerodrome                                   |
| Te Anau / Manapouri    | NZMO | TEU  | Manapouri Aerodrome                                |
| Timaru                 | NZTU | TIU  | Richard Pearse Airport                             |
| Twizel                 | NZUK | TWZ  | Pukaki Aerodrome                                   |
| Wanaka                 | NZWF | WKA  | Wanaka Airport                                     |
| Westport               | NZWS | WSZ  | Sân bay Westport                                   |
| Wigram                 | NZWG |      | Wigram Aerodrome                                   |

## Các vườn quốc gia
- Vườn quốc gia Abel Tasman
- Vườn quốc gia Aoraki/Mount Cook
- Vườn quốc gia Fiordland
- Vườn quốc gia Kahurangi
- Vườn quốc gia Mount Aspiring
- Vườn quốc gia Nelson Lakes
- Vườn quốc gia Paparoa
- Vườn quốc gia Rakiura
- Vườn quốc gia Westland

Các khu bảo tồn và vườn khác:
- Hakatere Conservation Park [5]

## Các điểm địa lý nổi bật
| - Arthur's Pass - Banks Peninsula - Catlins - Doubtful Sound - Farewell Spit - Haast Pass - Mackenzie Basin - Marlborough Sounds - Milford Sound - Southern Alps - Slope Point | Các sông băng: - Fox Glacier - Franz Josef Glacier Sông: - Hokitika River |

## Nơi quay phim
Nhiều phim đã được quay tại Đảo Nam, trong đó cóc phim Lord of the Rings của đạo diễn Peter Jackson và phim The Chronicles of Narnia: The Lion, The Witch, and the Wardrobe của đạo diễn Andrew Adamson, năm 2005.